# 千田純生
千田 純生（ちだ じゅんせい、1981年7月8日 - ）は、日本の男性漫画家。既婚。

## 来歴
岩手県胆沢郡金ケ崎町出身。高校時代に読んでいた「SLAM DUNK」をきっかけにこういう絵を描いてみたいと思うようになり、漫画を書き始める。2000年に上京し、真島ヒロのアシスタントを務める。2002年、「RED KING」で第68回週刊少年マガジン新人漫画賞・佳作を受賞し、『マガジンFRESH』にて同作品でデビュー。
2010年より月刊少年マガジンで『蹴児（けりんじ）』の作画担当で連載を開始。サッカーに関する漫画を多く手がける。
自身のSNSアカウントに掲載したサッカー日本代表やJリーグ関連の1コマ漫画が話題になっている。

## 挿話
- Jリーグ発足直前に岩手で行われた読売vs日産の試合を見て以来の横浜F・マリノスのサポーター[2]。
- 真島ヒロの『プルーの犬日記』のキャラクターでカッパのモデルとなる。以降、自身の自画像はカッパのイラストである。
- ラジオ番組『洲崎西』のファンである事から「洲崎西LINEスタンプ」[4] のイラスト担当をする。
- 30代後半まで出不精の生活を送っており結婚を考えたこともなかったが、SNSでAFCチャンピオンズリーグ2017 決勝第2戦の現地観戦を諦めるポストをしたところ、フォロワーだった浦和レッズサポーターの女性からチケットが余っているので見に来ないかと誘われ、現地観戦後に最寄り駅が一緒だったことが判って意気投合し、出会って1年後の2018年11月25日に結婚した[5][6]。これがきっかけで、web Sportivaで「他サポ夫婦」の連載を開始する。
- 2020年にコロナ禍の影響で夫婦で将棋観戦にはまり（自分では指さない「観る将」）[7]、これがきっかけで2021年からSports Graphic Numberに将棋観戦記の連載を手がけるようになった。

## 作品一覧

### 漫画
- 蹴児（けりんじ）（原作：井龍一、『月刊少年マガジン』2010年 - 2011年連載）
- FAIRY TALE（27巻特装版付録 ギルド de アート）
- ティム・リンスカム物語（『月刊少年マガジン』2012年連載）
- 千貫のおいし（『コミックいわてっち』2014年）[1]
- フィールドの花子さん（『月刊少年マガジン』2014年 - 2015年連載）
- ほぼ週刊俺たちのVAR（『web sportiva』2020年 - 2024年）
- 学習まんが 世界の伝記 NEXT ディエゴ・マラドーナ（シナリオ：藤坂ガルシア千鶴、2022年）
- 他サポ夫婦（『web sportiva』2021年 - ）

### イラスト
- FC6年1組 シリーズ（著：河端朝日、『集英社みらい文庫』2018年 - 2019年）
- 将棋PRESS イラストで将棋ハイライト（『Number』2021年 - ）
- Jリーグタイム「千田純生のJリーグ劇場」（NHK BS、2023年 - ）

## 師匠
- 真島ヒロ